# Perzijska jesetra
Perzijska jesetra (lat. Acipenser persicus) kritično je ugrožena riba iz roda Acipenser.

## Rasprostranjenost
Perzijska jesetra pretežno obitava u južnom dijelu Kaspijskog jezera, iako je viđena i u njegovim sjevernim dijelovima. Povijesno je bila rasprostranjena i u Crnome moru, odakle je većinom izlovljena. Odrasle jedinke u vrijeme mriještenja migriraju u pritoke Kaspijskog jezera, većinom u rijeke Volgu i Ural.

## Opis vrste
Perzijska jesetra vanjskim izgledom veoma sliči ruskoj jesetri (Acipenser gueldenstaedtii), pa je do 1973. godine bila smatrana njenom podvrstom. Odrasle jedinke perzijske jesetre mogu narasti do 230 cm u duljinu i dostići masu od 70 kg. Tamnoplava boja na leđima polako prelazi u bijelu boju s donje, trbušne strane.
Anadromna je vrsta - migrira iz slane u slatku vodu zbog mriještenja. Mužjaci postaju spolno aktivni s 8-15 godina, a ženke s 14-18. Mriještenje, odnosno migracija traje između travnja i listopada, u periodima kada je vanjska temperatura između 16 i 25°C. Ako temperatura prelazi 25°C, mriještenje se prekida. Mlađ se vraća u slanu vodu već u prvoj godini života. Prehrana perzijske jesetre se sastoji od mekušaca, rakova i sitnih riba.

## Stanište
Perzijska jesetra je pridnena vrsta, a obitava u obalnoj zoni i bočatim vodama. Za vrijeme mriještenja obitava u bržim dijelovima dubokih tekućica.

## Ugroženost
Kao i sve ostale vrste jesetri, perzijska je jesetra cijenjena po svojoj ikri od koje se pravi kavijar. Uz to, lovi se zbog skupocjenog mesa. Prelov perzijske jesetre u posljednjih nekoliko desetljeća doveo je ovu vrstu na rub izumiranja. Ukupni ulov perzijske jesetre u Iranu pao je s oko 750 tona 1970. na jedva 137 tona 2007. godine. U Rusiji je komercijalni izlov perzijske jesetre zabranjen. Ostali razlozi ugroženosti ove jesetre su zagađenost voda (osobito Kaspijskog jezera) i izgradnja brana na rijekama koje joj služe za mriještenje.